# Commodore User
Commodore User, (también llamada CU) y después renombrada CU Amiga, es una serie de revistas americanas y británicas distribuida por Commodore International.

## Cronología
Commodore User fue lanzada en octubre de 1983 con un número inicial de prueba de junio de ese año. En un principio, la revista contenía información detallada de computadoras de su época, como tutoriales de programación, características del código máquina y reseñas de software de negocios. Las primeras revistas fueron producidas y escritas por el editor Dennis Jarrett, el escritor y futuro editor Bohdan Buciak, y su asistente editorial Nicky Chapman. Fueron escritas por varios contribuidores, y el tamaño de los números creció rápidamente de 64 a 96 páginas.
Los primeros 12 números de Commodore User fueron distribuidos por Paradox Group hasta octubre de 1984; a partir de entonces, la distribución sería gestionada por EMAP hasta el último número de febrero de 1990. Se comenzó a cubrir videojuegos cerca del segundo número. Consistía de una pequeña sección llamada «Screen Scene» del número tres. En 1985, la Commodore 64 se volvió más popular. La cubertura técnica caía a medida que la cubertura de juegos crecía. Comenzó a crecer la circulación, y CU produjo más color para la revista. En el pico del éxito de la C64, CU llegó a tener 116 páginas.
En 1986, CU comenzó a cubrir la nueva computadora de 16-bit: la Amiga. La revista cubrió todas las plataformas Commodore, desde la C16 hasta la Amiga. La circulación llegó a un pico de 70.000 para el periodo de 1988.
Para establecer que el contenido de la revista estaba cambiando para incluir a la plataforma Amiga, la revista cambió su título a «CU Commodore User Amiga-64» en su número de febrero de 1989. La parte de Commodore User fue descartada rápidamente y el nombre pasó a ser CU Amiga-64. Este periodo de la revista fue un tiempo de transición entre la transferencia de cubertura de C64 a la Amiga.

## CU Amiga
En 1990, CU Amiga-64 quitó el 64 de su nombre y se relanzó como CU Amiga con el número de marzo de 1990. La revista ganó circulación como resultado de la internacionalización.
A fines de 1994, la popularidad de Amiga comenzaba a decaer. CU Amiga tuvo un último cambio de nombre para intentar diferenciarse de otras revistas competidoras en un mercado cada vez más pequeño. Pasó a ser CU Amiga Magazine (desde octubre de 1990). En sus últimos años, bajo el control del editor Tony Horgan, la revista se volvió altamente técnica. Una parte del personal de su revista hermana The One fue movida a CU cuando esta última cerró en julio de 1995 y proporcionó cubertura de juegos para los lectores de CU. «La Amiga que han conocido y amado no está muerta, pero ha cambiado un poco. Los escritores y editores previos se han ido a hacer mejores cosas, y la revista ahora yace enteramente en manos nuevas, en Maverick Magazines. Por lo que nos daremos la oportunidad de darle la bienvenida a los lectores originales de The One a la nueva edición Maverick, y mostrarles a ellos la nueva dirección».
El número final fue lanzado en octubre de 1998. El cierre de CU Amiga Magazine significaba que la única revista mensual restante de Amiga era su rival más cercano, Amiga Format.
Un año después del cierre de CU en octubre de 1999, la revista Amiga Active fue lanzada. Tuvo gran parte del mismo personal y fue competencia para Amiga Format, a la cual sobrevivió al ser distribuida hasta noviembre de 2001.